# Keressaare
Keressaare is een plaats in de Estlandse gemeente Peipsiääre, provincie Tartumaa. De plaats heeft de status van dorp (Estisch: küla) en telt 22 inwoners (2021). In 2000 waren dat er 15.
Tot in oktober 2017 hoorde Keressaare bij de gemeente Vara. In die maand werd Vara bij de gemeente Peipsiääre gevoegd.
Op het grondgebied van het dorp ligt het moerasgebied Keressaare raba (ook wel Keressaare soo genoemd, 8,7 km²), waar de rivier Kääpa ontspringt.

## Geschiedenis
Keressaare ontstond pas in de jaren dertig van de 20e eeuw uit een groep verspreide boerderijen. In 1945 werd het dorp voor het eerst genoemd. In 1977 werd het buurdorp Kulli (ook wel Vembla genoemd) bij Keressaare gevoegd.